# فهرست جانوران گوشتی در اسارت پرورش‌یافته
در زیر فهرستی از جانورانی که برای مصرف توسط انسان‌های گوشت‌خوار در اسارت-پرورش‌یافته یا امکان بزرگ شدن آن‌ها در نزد انسان‌ها وجود دارد، آورده شده‌است. برای مشاهدهٔ سایر جانورانی که معمولاً توسط افراد گوشت‌خوار خورده می‌شوند، به مقالهٔ گوشت شکار مراجعه کنید.
پستان‌داران
- گاویان:
  - بوفالوی آمریکایی
  - گاومیش
  - گاو
  - غژگاو
- شتران:
  - شتر یک‌کوهانه
  - لاما
- سگ‌سانان:
  - سگ
- بز کوهی (بز‌ها)
  - بز اهلی
- گوزن (آهوی کوهی):
  - واپیتی
  - گوزن زرد اروپایی
  - موس (به ندرت اهلی می‌شود)
  - مرال
  - گوزن شمالی
  - گوزن دم‌سفید
- گربه‌ایان:
  - گربه
- اسبیان:
  - خر
  - اسب
- خرگوش‌سانان:
  - خرگوش اهلی
- درازپایان:
  - گوشت کانگورو
- قوچ‌ومیش (گوسفند‌ها):
  - گوسفند
- جوندگان:
  - خوکچه هندی
- گرازان (خوک‌ها):
  - خوک
  - گراز

غیر پستان‌داران
- دوزیستان
  - قورباغه‌ها
- پرنده‌ها:
  - مرغ
  - اردک اهلی
  - غاز اهلی
  - بوقلمون اهلی
  - بلدرچین اهلی
  - کبوتر اهلی
  - مرغ شاخدار
  - شترمرغ اوستریچ
  - شترمرغ استرالیایی
- ماهی پرورشی:
  - ماهی کپور
  - گربه ماهی - ۱۰۰٪ پرورش رشد یافته[۱]
  - ماهی کفشک
  - ماهی قزل‌آلا
  - ماهی سالمون - ۶۰٪ پرورش رشد یافته[۱]
  - خارماهی نواری
  - ماهیان خاویاری
  - ماهی تیلاپیا
- حشره:
  - جیرجیرک
  - ملخ
  - کرم مگوای
  - کرم موپان
  - کرم ابریشم
- سخت‌پوستان:
  - خارچنگ
  - خرچنگ
  - شاه‌میگو
  - ماهی میگو
  - میگو
- نرم‌تنان:
  - صدف چروک
  - صدف سیاه
  - حلزون‌های خشکی
  - صدف آبالون
- خزندگان:
  - الیگاتور
  - کروکدیل
  - لاک‌پشت